# Autostrada A16 (Italia)
L'autostrada A16, detta Napoli-Canosa o anche Autostrada dei Due Mari (in quanto, attraversando l'Appennino campano, collega il Mar Tirreno ed il Mare Adriatico) è un'autostrada italiana che si estende per 173 km tra Campania e Puglia e interconnette l'autostrada A1 (ad Afragola) con l'A14 (nel territorio comunale di Cerignola).
È interamente gestita da Autostrade per l'Italia.

## Storia

### Il progetto e le intenzioni iniziali
Originariamente numerata A17 (unitamente al tratto Canosa-Bari, ora parte della A14), è stata rinumerata in A16 in seguito al completamento dell'autostrada Adriatica A14. È stato suggerito che il cambiamento di numero sia stato dettato da motivi scaramantici. Quando l'autostrada era numerata A17, la A16 era la Roma-Civitavecchia, adesso A12.
La costruzione del collegamento autostradale tra Napoli e Bari fu controversa. Il primo ostacolo per un collegamento tra i mari Tirreno e Adriatico fu quello naturale formato dagli Appennini. Nei progetti preliminari si parlava di un percorso simile al collegamento storico tra Napoli e Bari, cioè seguendo grossomodo la Strada statale 87 Sannitica verso Cancello, per poi risalire la Valle Caudina e toccare Benevento. Da Benevento c'erano poi due soluzioni: passare per Foggia, o tagliare più a sud gli Appennini arrivando sino a Canosa. Fu scelta la seconda, anche se con maggiore difficoltà nella progettazione in una zona altamente montuosa.

### Le modifiche al progetto e l'influenza di Fiorentino Sullo
I motivi sono sostanzialmente due: Foggia era già collegata alla rete autostradale e, principalmente, tagliando a sud il percorso sarebbe stato più breve. Nei progetti successivi, invece, il Ministro del Lavori Pubblici Fiorentino Sullo impose ai progettisti che l'autostrada passasse per Avellino, per collegare finalmente l'Irpinia a Napoli con un collegamento veloce. Caserta, Benevento e Salerno avevano già il collegamento ferroviario con Napoli, da Avellino invece per raggiungere Napoli alla fine degli anni 1950 ci volevano ancora diverse ore in macchina e quasi mezza giornata in treno, per via delle coincidenze obbligatorie a Benevento o Codola, così il progetto fu completamente rivisto nel primo tratto.
Si partì con l'allacciamento all'autostrada del Sole poche centinaia di metri prima del vecchio piazzale di Napoli Stazione, l'antico casello terminale dell'A1, nel territorio di Casoria. L'autostrada poi avrebbe dovuto proseguire ad est, verso Nola e poi da lì inerpicarsi fino ai 649 m s.l.m. del valico di Monteforte Irpino.
Il tratto da Baiano ad Avellino ovest fu una vera sfida per i progettisti. Si superarono le pendenze limite per le autostrade secondo le norme del tempo, ma l'Anas e il Ministero dei trasporti concessero prontamente una deroga. La principale opera fu un viadotto di circa 700 metri quasi totalmente in curva, per metà nel comune di Visciano e per metà nel comune di Monteforte Irpino. Se questo tratto fu difficile, quello immediatamente successivo, dal valico di Monteforte ad Avellino, fu anche peggio. Bisognava scendere un dislivello di 250 m in poco meno di 5 km. Il percorso è interamente costruito "a mezza costa" sulla parete della montagna. Ci sono numerosi, anche se corti, viadotti, e le numerose curve presenti sono di raggio stretto.
La storia di questa autostrada ad Avellino non si limita allo spostamento del tracciato. Fu imposto ai progettisti di prevedere addirittura due caselli nella città. La richiesta sembrò quasi ridicola alla Società Autostrade, per una città di appena 40 000 abitanti (si tenga conto che all'epoca due caselli c'erano solo a Roma, a Bologna e a Firenze). Alla fine, oltre all'uscita a Ovest della città (comoda per raggiungere velocemente Napoli) fu deciso il secondo casello a Est, vicino al nucleo industriale, al raccordo autostradale per Salerno e alla statale Ofantina. Più avanti c'erano altre sfide per superare gli Appennini, i valichi intermedi della Serra e di Mirabella e quello finale presso Scampitella, da dove poi si scende sul Tavoliere, dove l'autostrada diventa pressoché rettilinea e pianeggiante fino tra Cerignola e Canosa di Puglia dove confluiva l'autostrada Adriatica. Infatti allora c'era la Bologna-Canosa e la Napoli-Bari, e questo è chiaro dalla conformazione dello svincolo, dove ancora oggi è lampante che i progettisti all'epoca davano priorità al traffico da Napoli a Bari e viceversa. Col tempo poi la situazione è cambiata, e oggi il traffico della Napoli-Canosa dà precedenza a quello più importante e numeroso della corrente Bologna-Taranto. Così si è creata un'insolita e pericolosa immissione da sinistra della carreggiata del traffico che da Napoli va verso Bologna.

### L'apertura progressiva
Il primo tratto dell'autostrada, dall'allacciamento con l'Autostrada del Sole presso Napoli e Baiano, venne aperto al traffico il 2 gennaio 1966; esso misurava 26,889 km e comprendeva le uscite intermedie di Pomigliano e Nola. Il 22 dicembre successivo venne aperto il tratto seguente, da Baiano ad Avellino Sud.
Ancora dopo con la costruzione della A30 tutta l'area napoletana subì qualche modifica. Oltre allo spostamento del casello di Nola dall'A16 all'A30 (dove si trova attualmente) vennero costruite le intersezioni dell'allacciamento A16-A30 e venne costruita la nuova Barriera di Napoli Est nel territorio di San Vitaliano, che insieme a quella di Napoli Nord sull'A1 nel territorio di Marcianise, soppiantarono la vecchia barriera terminale di Napoli Stazione, dove oggi troviamo un posto di Polizia Stradale e un Free To X point.

## Descrizione

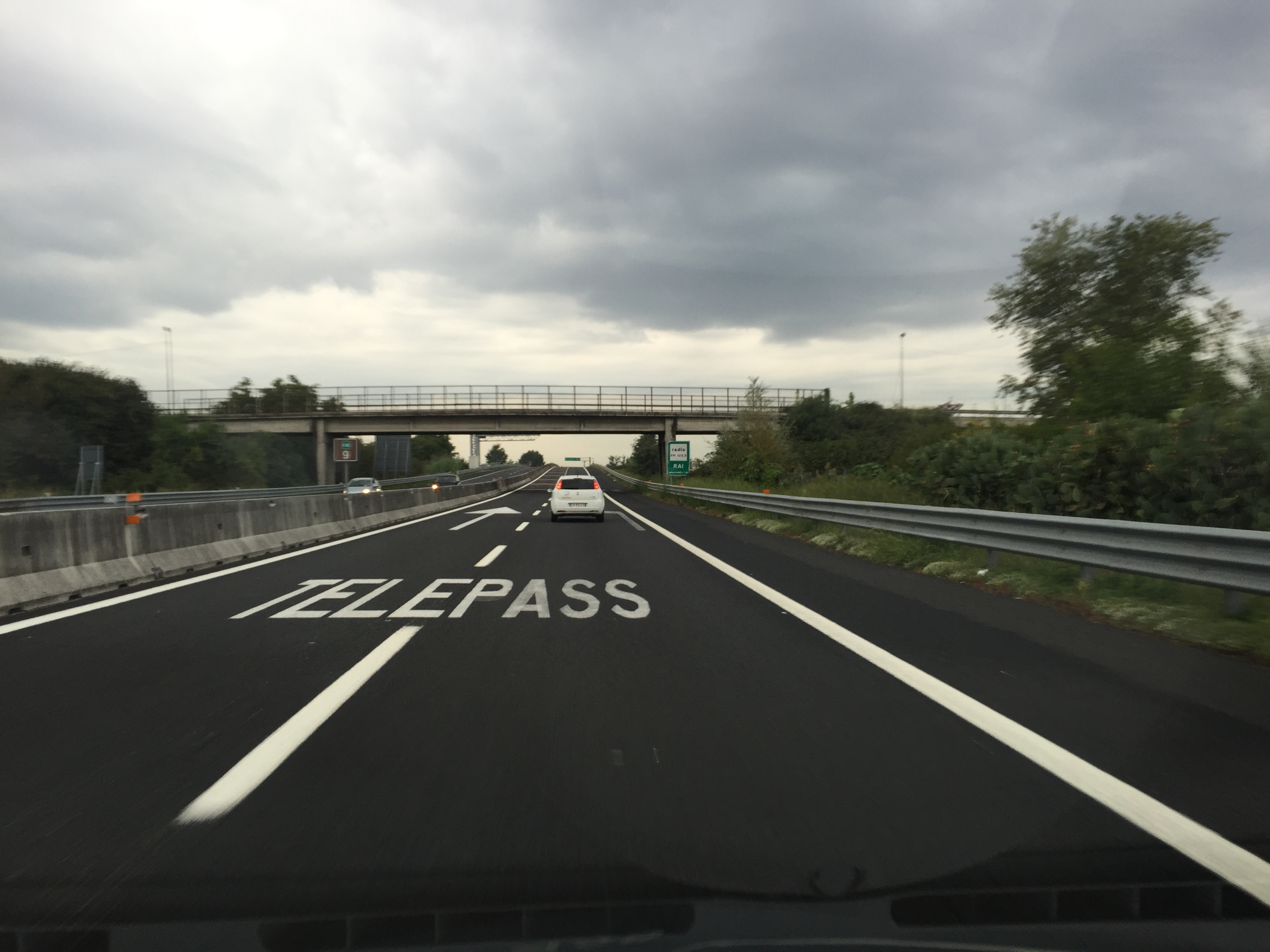
L'autostrada A16 all'altezza della barriera di Napoli.

L'autostrada è formata da due corsie per carreggiata per quasi tutto il tracciato, eccetto brevi tratti nell'Irpinia ove è presente la terza corsia per agevolare la marcia in salita dei mezzi pesanti. Nel suo taglio da ovest a est della penisola, attraversa la Campania con il territorio dell'Irpinia, interseca l'Autostrada A30 nei pressi di Nola, supera Avellino, da dove si può raggiungere Salerno (collegata tramite il raccordo autostradale 2), e Benevento (collegata tramite il raccordo autostradale 9). Oltrepassato l'Appennino campano e il Subappennino dauno, entra in territorio pugliese passando Candela e Cerignola e termina presso Canosa innestandosi in A14 in direzione Bologna e Taranto.
A causa della conformazione del territorio, l'intero tratto pugliese dell'autostrada è spesso soggetta a forti venti che ostacolano la circolazione, in particolare quella dei mezzi pesanti. Nei tratti in salita con maggior pendenza, è stata rimossa la corsia d'emergenza per creare una terza corsia facilitando la circolazione dei mezzi pesanti. Nel tratto appenninico talvolta la neve cade improvvisa e copiosa, bloccando gli automobilisti in corrispondenza dei valichi. In condizioni critiche viene imposta l'uscita obbligatoria a Baiano, per il traffico proveniente da Napoli. Questa condizione non è poi così rara, infatti i segnali di uscita obbligatoria sono installati in maniera fissa, anche se normalmente coperti o girati, nei pressi del casello di Baiano.
La gestione dell'autostrada è di competenza di Autostrade per l'Italia. L'autostrada viene chiamata "dei Due Mari" poiché connette l'estremità ovest (mar Tirreno) all'estremità est (mare Adriatico) a partire dagli assi autostradali fondamentali d'Italia (A1 ad ovest, A14 ad est).

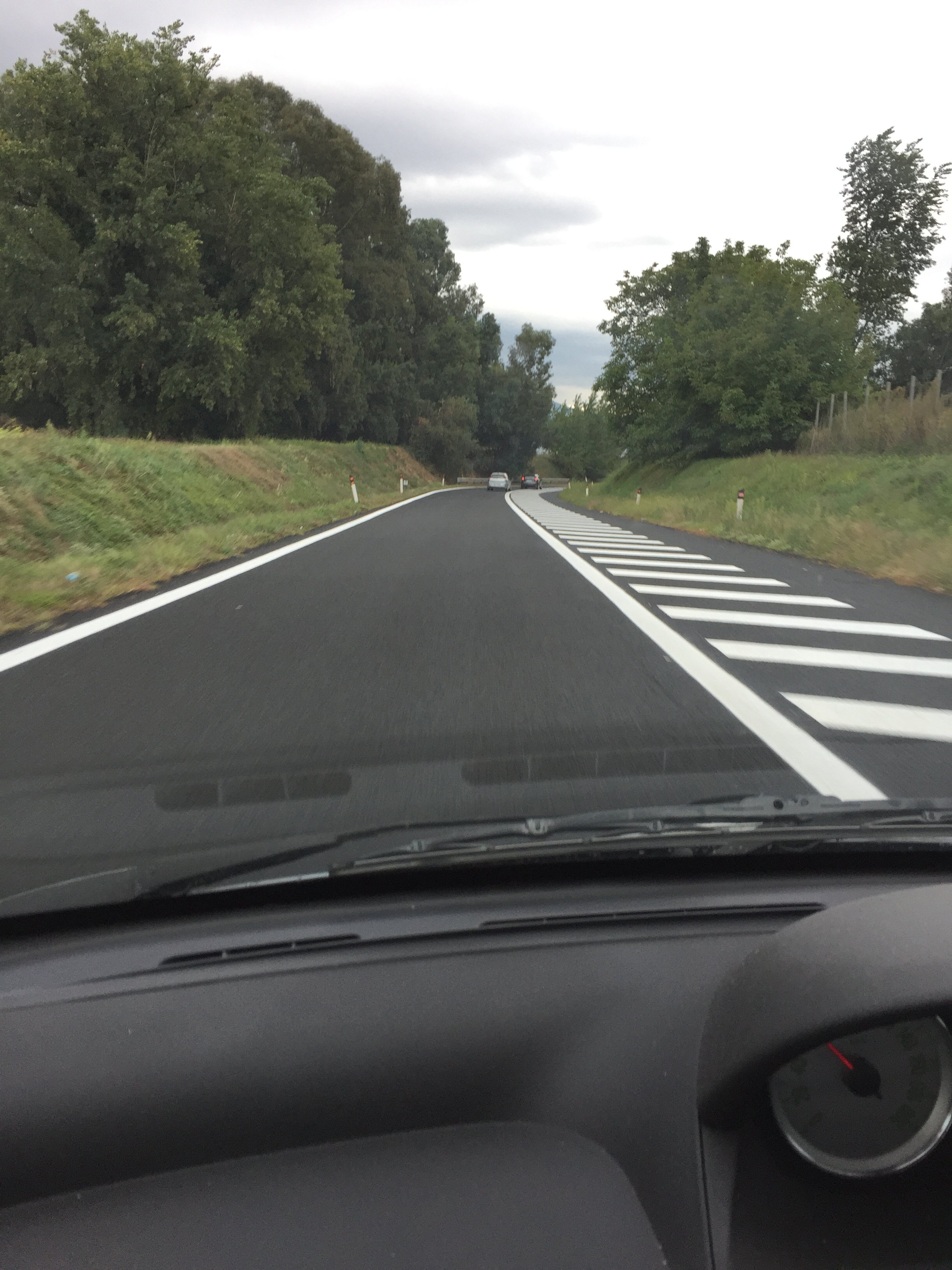
Termine dell'autostrada A16. Rampa di immissione in A1 direzione Napoli

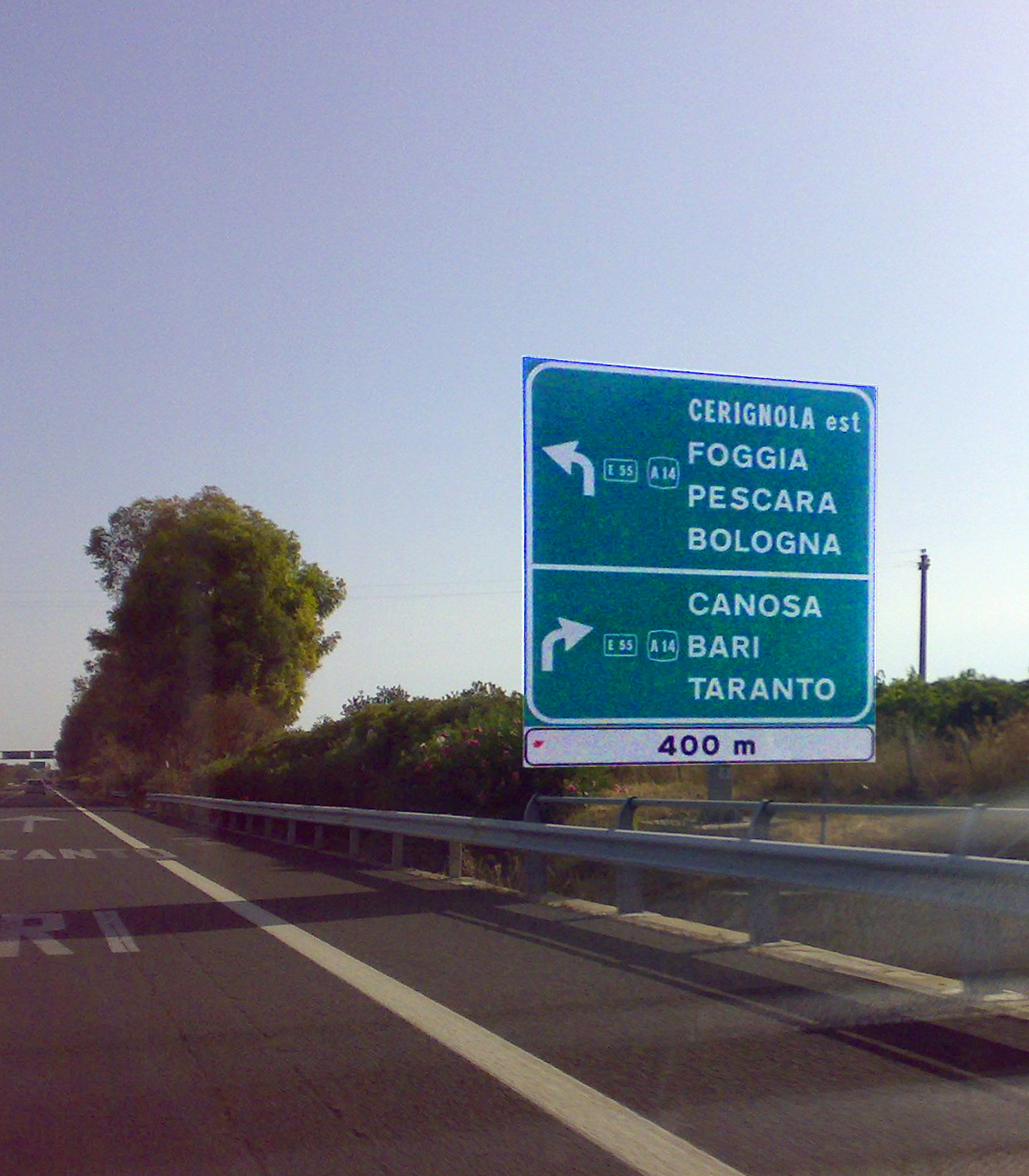
Fine della A16 mediante l'intersezione con la A14 Adriatica

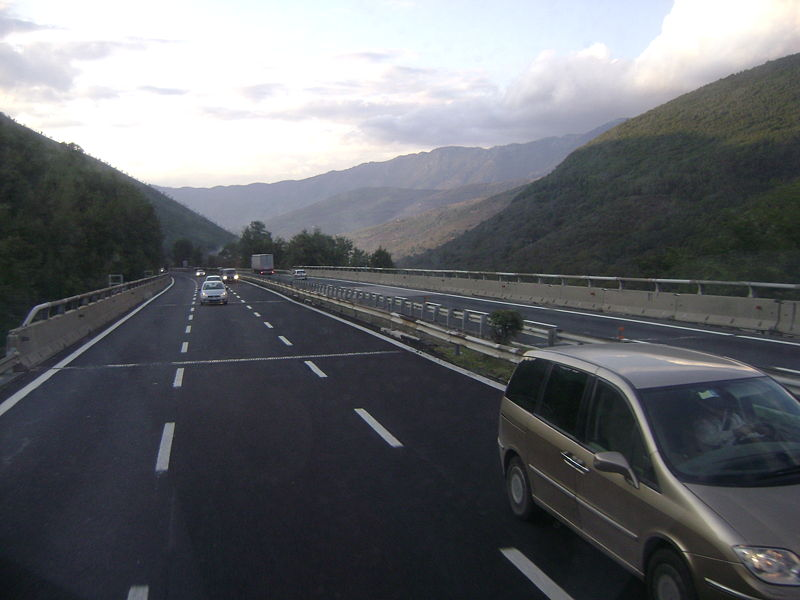
Tratto della A16 tra Baiano e Avellino Ovest

Il 7 marzo 2005 l'autostrada subì seri danni strutturali a seguito di intense precipitazioni; in particolare il tratto compreso tra Grottaminarda a Candela rimase chiuso al traffico a causa di una frana e del conseguente spostamento di un pilone di sostegno di un viadotto situato al km 122,5 circa, in località Alveo Vecchio tra i comuni di Sant'Agata di Puglia e Rocchetta Sant'Antonio. In quei giorni il traffico veniva deviato dal casello di Grottaminarda sulla S.S. 90, via Ariano Irpino, Bovino, ex S.S. 161 e S.S. 650 fino a Candela. A causa della difficoltà nel ripristinare il viadotto interessato il tratto è stato ricostruito ex novo con una variante a doppia curva. Tuttora vicino al tracciato attuale sussiste il precedente tracciato, col viadotto ormai ceduto.
Al km 103, subito dopo l'uscita della galleria Vallesaccarda, poco prima del casello di Vallata, l'autostrada raggiunge il valico più alto di tutto il percorso, alto 673 m s.l.m.,

## Obblighi
Dallo svincolo di Baiano (km 26) fino allo svincolo di Candela (km 127) sono obbligatorie le dotazioni invernali dal 15 novembre al 15 aprile.

## Tabella percorso
| NAPOLI - CANOSA Autostrada dei due mari |                                            |       |       |      |                |
| Tipo                                    | Indicazione                                | ↓km↓  | ↑km↑  | Area | Strada europea |
|                                         | Milano - Napoli                            | 0     | 172,5 | NA   |                |
|                                         | Area di servizio "Vesuvio"                 | 4     | 168   | NA   |                |
|                                         | Pomigliano d'Arco                          | 7     | 165   | NA   |                |
|                                         | Barriera Napoli est                        | 13,1  | 158,9 | NA   |                |
|                                         | Caserta - Salerno Roma Reggio Calabria     | 16    | 156   | NA   |                |
|                                         | Tufino                                     | 22,5  | 149,5 | NA   |                |
|                                         | Baiano                                     | 26    | 146   | AV   |                |
|                                         | Avellino ovest                             | 41    | 131   | AV   |                |
|                                         | Area di servizio "Irpinia"                 | 44    | 128   | AV   |                |
|                                         | Avellino est Salerno Reggio Calabria       | 49,5  | 125,3 | AV   |                |
|                                         | Benevento                                  | 68,6  | 103,9 | AV   |                |
|                                         | Area di servizio "Mirabella"               | 77    | 95    | AV   |                |
|                                         | Grottaminarda delle Puglie - Ariano Irpino | 81    | 91    | AV   |                |
|                                         | Vallata                                    | 104   | 68    | AV   |                |
|                                         | Area di servizio "Calaggio"                | 106   | 66    | AV   |                |
|                                         | Lacedonia                                  | 111   | 61    | AV   |                |
|                                         | Candela Bradanica - Foggia - Matera        | 128   | 44    | FG   |                |
|                                         | Area di servizio "Torre Alemanna"          | 137   | -     | FG   |                |
|                                         | Area di servizio "Ofanto"                  | 153   | 19    | FG   |                |
|                                         | Cerignola ovest                            | 160   | 12    | FG   |                |
|                                         | Bologna - Taranto                          | 172,5 | 0     | FG   |                |

## Incidenti
La sera del 5 febbraio 1981 si verificò un incidente stradale nei pressi di Bisaccia, che coinvolse l'attore e comico Gino Bramieri e l'attrice Liana Trouché (moglie dell'attore Aldo Giuffré). L'automobile con a bordo i due, una Alfa Romeo Alfa 6 automatica, uscì dalla carreggiata in seguito a una collisione. L'incidente fu fatale alla Trouché, che fu sbalzata fuori dall'abitacolo poiché non indossava la cintura di sicurezza.
Il 28 luglio 2013 l'A16 fu teatro del più grave incidente stradale mai avvenuto ad oggi in Italia e uno tra i primi in Europa, ovvero l'incidente del viadotto Acqualonga: un pullman turistico precipitò da un viadotto nei pressi di Monteforte Irpino a seguito della rottura di un giunto dell'albero di trasmissione che a sua volta rese inservibile l'impianto frenante, causando la morte di 40 persone e ferendone 8.
L'autobus, un Volvo B12 Echo I ed., piuttosto anziano con 18 anni di servizio e circa 800.000 chilometri percorsi, a seguito di accertamenti sullo stesso, è stato appurato che non era stato sottoposto alle revisioni regolamentari.